# Церква Успіння Пресвятої Богородиці (П'ятничани)
Церква Успіння Пресвятої Богородиці в П'ятничанах — парафія і храм Православної церкви України в селі П'ятничани Гуківської громади Кам'янець-Подільського району Хмельницької области.

## Історія церкви
Згідно з поборовим реєстром 1563—1564 рр., у П'ятничанах зафіксовано православний храм, власником якого був Корицький. Тоді храм був покритий соломою і нічим не обгороджений. Навколо святині започаткували цвинтар, який діяв до середини ХІХ століття.
У 1748 році греко-католицький храм перекрито  ґонтою, а територію святині обгороджено парканом. У 1756 році за кошти власника села Казимира Ланщинського та при допомозі парафіях церкву було відремонтовано та освячено василіаном Йосипом на честь Успінія Пресв'ятої Богородиці.
1774 року церква згоріла внаслідок пожежі. У 1777 році жителі села будівлю дзвіниці перебудовують в каплицю, щоб продовжити богослужіння.
У 1796 році Успенська церква перейшла в православ'я.
У 1863 році за державні кошти був збудований дерев'яний храм. Спочатку його перекрили ґонтою, а 1874-го — жерстю.
У радянський період церкву розібрали. У серпні 2013 року наріжний камінь під будівництво кам'яного храму освятив о. Микола з Черкащини. 12 серпня 2016 року новозбудовану святиню освятив митрополит Кам'янець-Подільський і Городоцький Феодор. Усі роботи виконані за кошти, які місцевий музичний гурт «Лісапетний батальйон» отримав за перемогу на телешоу «Україна має талант».
26 липня 2022 року парафія і храм перейшли з УПЦ (МП) до ПЦУ.
Кількість парафія — поч. XVIII ст. — 20, 1738 — 30.

## Парохи
- о. Григорій Рогатинський (1739)[3],
- о. Григорій Рожко (1739—1785)[3],
- о. Іоан Кришталович (1785—1799)[3],
- о. Микола Ференц[9].